# Cynthia Daniel
Cynthia Lynn Daniel (Gainesville (Florida), 17 maart 1976) is een Amerikaanse televisieactrice en fotografe. In haar tienerjaren was ze samen met haar tweelingzus Brittany Daniel, model.
Ze is bekend van de televisieserie Sweet Valley High, waarin ze de rol van Elisabeth Wakefield had. Ook haar tweelingzus speelde daarin mee.
Het acteren verruilde ze later voor de fotografie.
Daniel heeft samen met acteur Cole Hauser twee kinderen, zoon Ryland Hauser, geboren in September 2004 en Colt Daniel Hauser, geboren op 12 juni 2008.